# Grzęda Horodelska
Grzęda Horodelska (851.11) – mezoregion fizycznogeograficzny w południowo-wschodniej Polsce, stanowiący pas płaskich wzniesień na obszarze Wyżyny Wołyńskiej. Grzęda Horodelska oddziela Kotlinę Hrubieszowską od Obniżenia Dubieńskiego. Od zachodu grzęda przylega do Działów Grabowieckich. 
Region jest grzędą osiągającą wysokość od 220 do 230 m n.p.m., zbudowaną z margli kredowych pokrytych lessem, osiągającym miąższość do 30 metrów. Teren jest porozcinany licznymi suchymi dolinami. Występują tu czarnoziemy co nadaje regionowi charakter rolniczy.
Główną miejscowością na obszarze Grzędy Horodelskiej jest Horodło. Wschodni fragment mezoregionu leży na obszarze Ukrainy. Naturalna granicą pomiędzy polską a ukraińską częścią grzędy jest rzeka Bug.